# Shrivijaya

Srivijayarikets expansion, från sin början på Sumatra på 600-talet, fram till dess sista rest där på 1300-talet. Expansion

Shrivijaya (Shrivijaya Palembang), var ett rike som existerade på södra delen av Malackahalvön och på Sumatra från 600-talet fram till slutet av 1200-talet. Dess huvudstad skiftade, men dess bas var på Sumatra.  
Dess första monark är bekräftad från 683, och dess sista från 1286.  Shrivijaya var en stormakt med hegemoni i Sydostasien under 800- och 1000-talen. Det hade nära politiska band med kungariket Medang, Khmerriket och Champa, och kulturella band med Indien och Abbasidkalifatet. Dess främsta utrikespolitiska mål var de lukrativa handelsförbindelserna med Kina, som upprätthölls under Tangdynastin och Songdynastin. Riket gick under på 1200-talet, sedan det besegrats av det hinduiska Singhasaririket år 1288.  Majapahitriket slog 1377 ned ett uppror i det tidigare riket. Srivijaya återupptäcktes genom arkeologiska utgrävningar 1918.